# Гексахлорородат(III) калия
Гексахлоророда́т(III) калия — неорганическое соединение, 
комплексный хлорид родия и калия
с формулой K3[RhCl6],
красные кристаллы,
растворимые в воде,
образует кристаллогидрат.

## Получение
- Нагревание смеси хлорида родия (III) и хлорида калия в токе хлора:

{\displaystyle {\mathsf {RhCl_{3}+3KCl\ {\xrightarrow {300^{o}C}}\ K_{3}[RhCl_{6}]}}}

## Физические свойства
Гексахлорородат(III) калия образует красные кристаллы
моноклинной сингонии,
пространственная группа P 21/a,
параметры ячейки a = 1,1903 нм, b = 0,7406 нм, c = 1,2529 нм, β = 108,266°, Z = 4,
структура типа гексахлороиридата(III) калия K3[IrCl6]
(или гексахлоромолибдата(III) калия K3[MoCl6])
.
Растворяется в воде с частичным гидролизом,
слабо растворяется в этаноле.
Из растворов с добавлением хлорида калия
образуются кристаллогидраты состава (NH4)3[RhCl6]•n H2O, где n = 1 и 3 — красные кристаллы.

## Химические свойства
- В разбавленных водных растворах подвергается частичному гидролизу:

{\displaystyle {\mathsf {K_{3}[RhCl_{6}]+H_{2}O\ {\xrightarrow {}}\ K_{2}[RhCl_{5}(H_{2}O)]\downarrow +KCl}}}